# I ragazzi di via Pal
Pour plus de détails, voir Fiche technique et Distribution.
I ragazzi di via Pal, est film dramatique italien réalisé par César Civita, Alberto Mondadori et Mario Monicelli (cousin de Mondadori) et sorti en 1935. Il s'agit d'une adaptation du roman Les Garçons de la rue Paul (A Pál utcai fiúk) de l'écrivain hongrois Ferenc Molnár (dont Arnoldo Mondadori, père d'Alberto, détenait les droits pour l'édition italienne), il a été tourné en utilisant comme acteurs des membres du Gruppo universitario fascista de Milan.
Le film a été présenté au 3e Festival international du film de Venise. Des années plus tard, le réalisateur Monicelli lui-même, se souvenant de son premier film tourné à l'âge de 19 ans, en a exprimé une opinion positive en disant que « c'était bien fait, ça parlait de mes pairs ».

## Fiche technique
- Titre : I ragazzi di via Pal
- Réalisation : Alberto Mondadori et Mario Monicelli
- Scénario : Alberto Mondadori, Mario Monicelli, d'après le roman Les Garçons de la rue Paul (A Pál utcai fiúk) de Ferenc Molnár
- Photographie : Cesare Civita
- Montage :
- Producteur :
- Société de production :
- Société de distribution :
- Pays de production :  Royaume d'Italie
- Langue : Italien
- Format : noir et blanc - 35 mm - 1,37:1 - mono
- Genre : film dramatique
- Durée : 90 minutes
- Dates de sortie : 
  - Royaume d'Italie : 16 août 1935

## Distribution
- Alberto Vigevani: Giovanni Boka, le chef des enfants
- Giulio Tamagnini: Ernesto Nemecsek
- Giulio Macchi: Antonio Gereb
- Carlo Cartigliani: Stefano Csonakos
- Federico Mezzanotte: Cesare Kolnay
- Bruno Aghion: Franco Ats, chef des enfants de l'Orto Botanico
- Rinaldo Sacchi: Giuseppe Pasztor